# Estación de Arnegg
La estación de Arnegg es una estación ferroviaria de la localidad de Arnegg, perteneciente a la comuna suiza de Gossau, en el Cantón de San Galo. En la comuna existe otra estación de ferrocarril, la estación de Gossau, donde para un mayor número de trenes.

## Historia y ubicación
La estación se encuentra ubicada en el borde oeste del núcleo urbano de Arnegg, al norte de la comuna de Gossau. Fue inaugurada en 1876 con la apertura de la línea férrea que comunica a Gossau con Sulgen por parte del Bischofszellerbahn. Esta compañía fue absorbida posteriormente por Schweizerischen Nordostbahn (NOB), y en 1902 se integró en los SBB-CFF-FFS. Cuenta con un único andén central, al que acceden dos vías pasantes, a las que hay que sumar una vía topera.
En términos ferroviarios, la estación se sitúa en la línea Gossau - Sulgen, conocida como. Sus dependencias ferroviarias colaterales son la estación de Hauptwil hacia Sulgen y la estación de Gossau donde se inicia la línea.

## Servicios ferroviarios
Los servicios ferroviarios de esta estación están prestados por SBB-CFF-FFS, y pertenecen a la red de cercanías S-Bahn San Galo:
- S 5 San Galo – Gossau – Weinfelden. Trenes con una frecuencia de una hora.La red de cercanías S-Bahn San Galo será ampliada en el año 2013.[1]